# Francis B. Austin House
Francis B. Austin House es una casa histórica situada en el 58 de High Street en Charlestown, un barrio de Boston (Massachusetts).
La casa de estilo Second Empire fue construida en 1832 y añadida al Registro Nacional de Lugares Históricos en 1988.

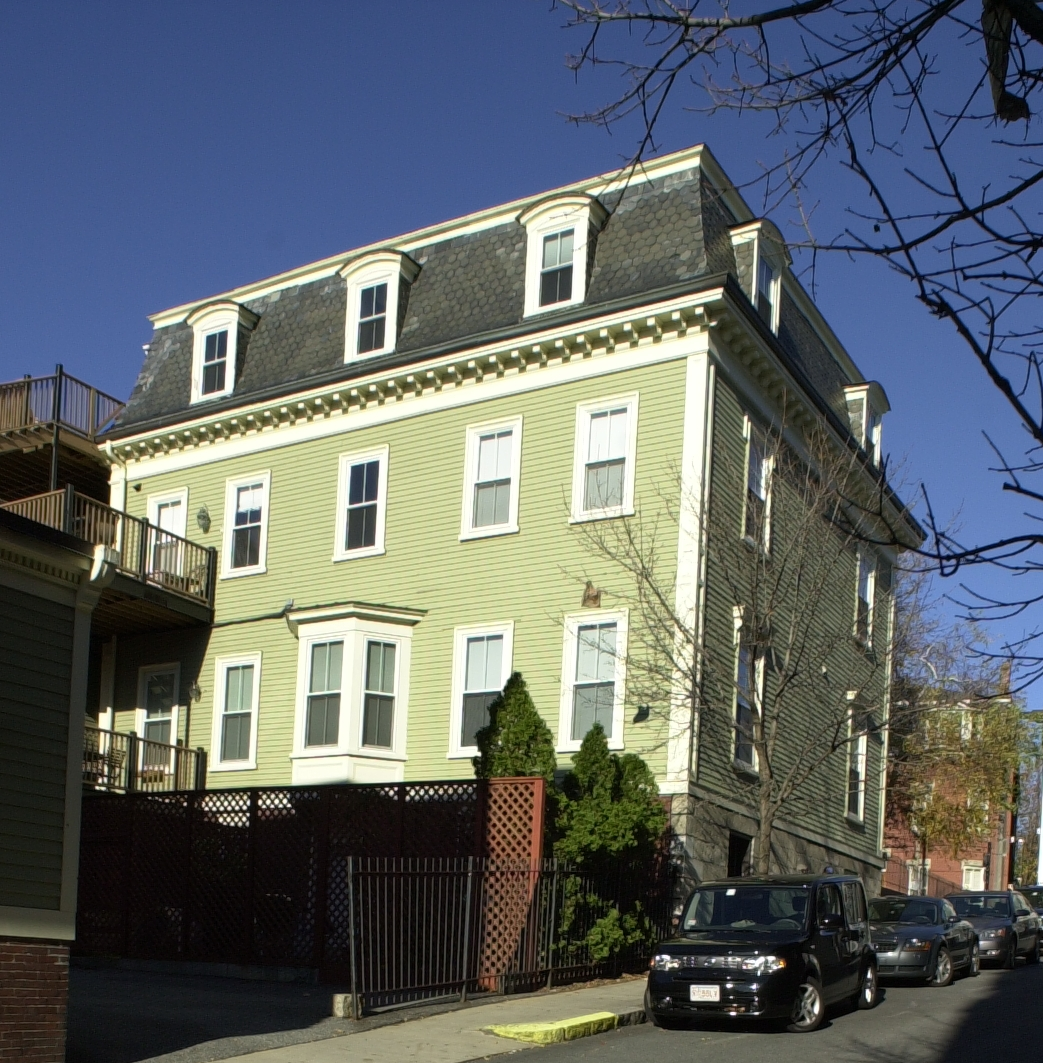
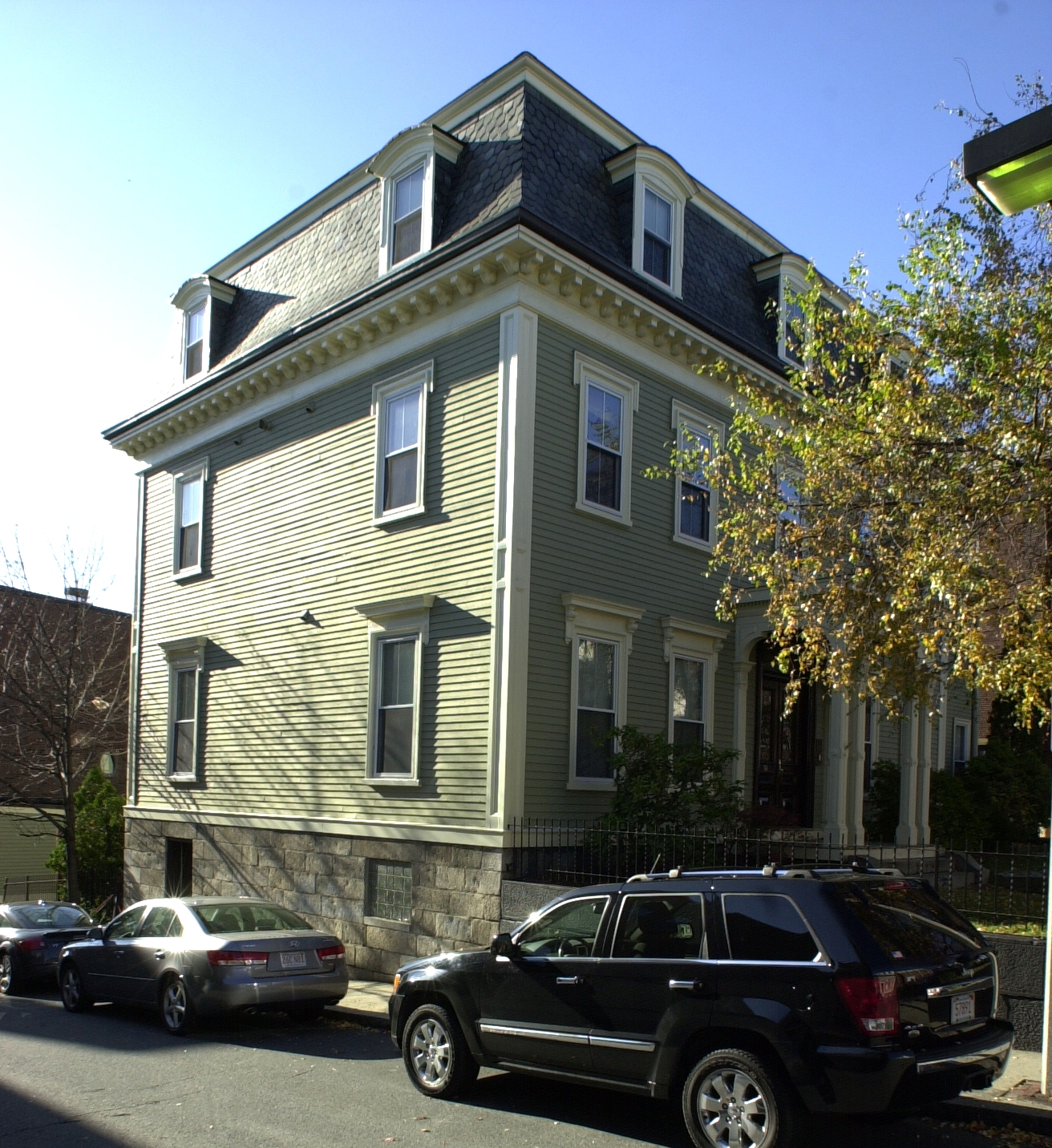

- Datos: Q5480077
- Multimedia: Francis B. Austin House / Q5480077